# Stazione meteorologica di Passo Porretta

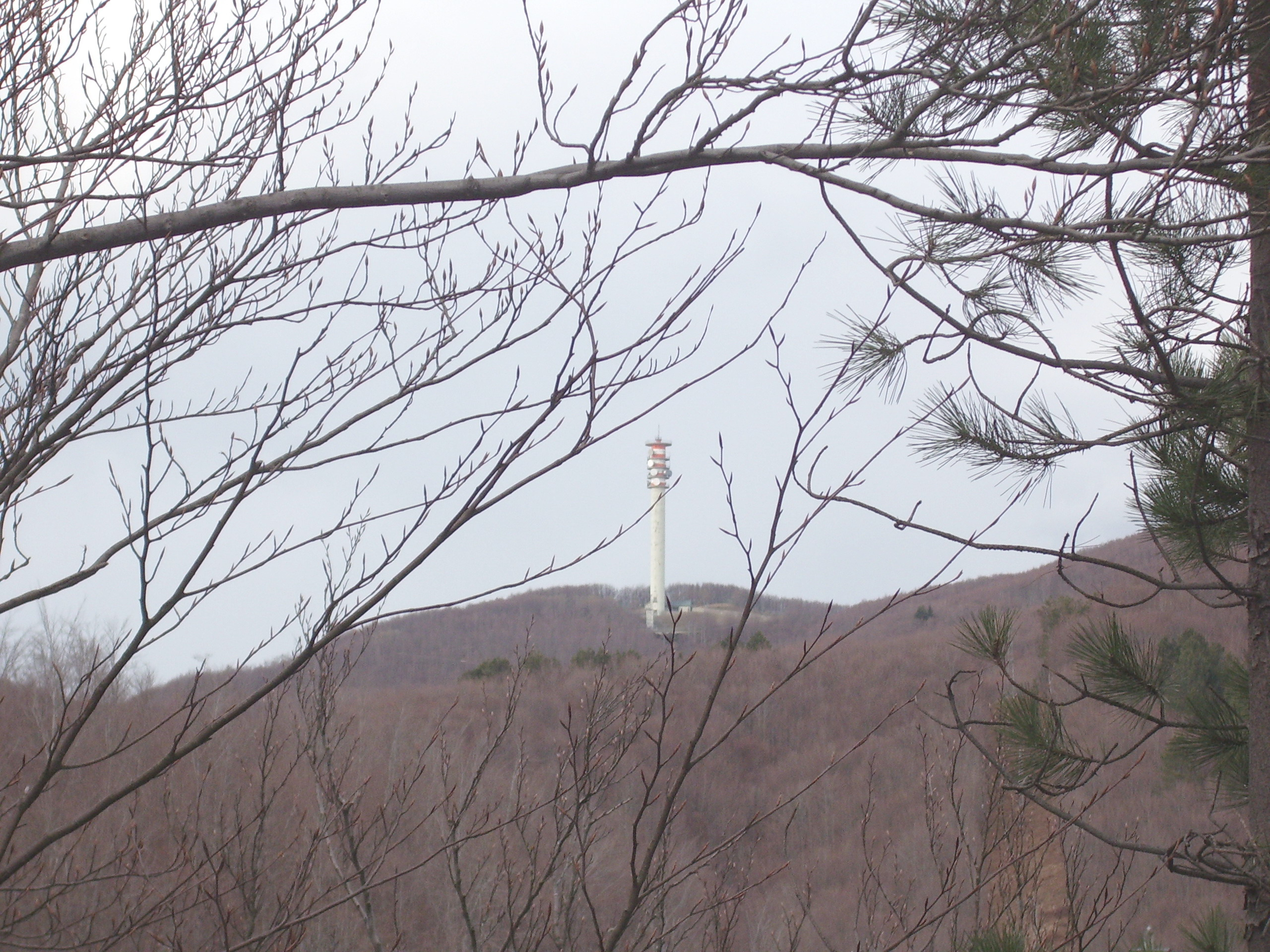
La vetta del Monte La Croce con il ripetitore nei pressi della stazione meteorologica di Passo Porretta.

La stazione meteorologica di Passo Porretta è la stazione meteorologica di riferimento per il Servizio Meteorologico dell'Aeronautica Militare e per l'Organizzazione Meteorologica Mondiale relativa all'omonima area montana del territorio comunale di Sambuca Pistoiese.

## Storia
Una prima stazione meteorologica venne collocata il 1º ottobre 1923 sul Passo Porretta, in una posizione diversa e ad altitudine inferiore da quella attuale. Lo scopo era quello del monitoraggio e dello studio del clima della corrispondente zona dell'Appennino Tosco-Emiliano, oltre a quello di emettere le informazioni meteorologiche per la navigazione aerea. L'originaria stazione continuò a funzionare fino agli inizi degli anni sessanta, a parte una temporanea interruzione durante la seconda guerra mondiale, nel periodo compreso tra il 1º giugno 1944 e il 1º ottobre 1945.
Il 30 marzo 1963 la stazione meteorologica venne spostata nella sede attuale, sulla vetta del Monte La Croce, rientrando in funzione a partire dal successivo autunno in questa sua nuova ubicazione che corrisponde a quella attuale. Da allora, la stazione sta continuando a registrare i dati climatici rilevati quotidianamente, con parallela emissione trioraria di messaggi Synop ed emissione oraria di messaggi Metar nell'ambito dell'assistenza al volo. Nonostante il cambio di sede, la stazione ha conservato l'originaria denominazione di Passo Porretta.
La stazione meteorologica è rimasta inattiva per oltre un decennio, a partire dal 1979; il 1º ottobre 1990 ha ripreso a funzionare regolarmente.

## Caratteristiche
La stazione meteorologica, da annoverarsi tra i teleposti di montagna, si trova nell'Italia centrale, in Toscana, in provincia di Pistoia, nel comune di Sambuca Pistoiese, sulla vetta del Monte La Croce, presso la riserva naturale dell'Acquerino, a 1.313 metri s.l.m. e alle coordinate geografiche 44°01′41.99″N 11°00′17.58″E.

## Medie climatiche ufficiali

### Dati climatologici 1961-1990
In base alla media del trentennio 1961-1990 di riferimento climatico per l'Organizzazione Meteorologica Mondiale e definita Climate Normal (CLINO) ed elaborata in modo effettivo dall'ottobre 1963 all'agosto 1979 e dall'ottobre al dicembre 1990, la temperatura media del mese più freddo, febbraio, è di -0,4 °C; quella del mese più caldo, agosto, si attesta a +15,3 °C.
La nuvolosità media annua fa registrare il valore giornaliero di 4,9 okta, con minimo di 3,5 okta a luglio e massimo di 5,6 okta a febbraio..
Le precipitazioni medie annue presentano un valore simile a quello che si è registrato nel periodo 1951-1990 nella vicina località di Acquerino (5 km a est), aggirandosi attorno ai 2.100 mm, con un minimo relativo in estate, un picco in autunno ed un massimo secondario tra l'inverno e la primavera.
| Passo Porretta (1961-1990)  | Mesi  | Mesi  | Mesi  | Mesi  | Mesi  | Mesi | Mesi | Mesi | Mesi  | Mesi  | Mesi  | Mesi  | Stagioni | Stagioni | Stagioni | Stagioni | Anno    |
| Passo Porretta (1961-1990)  | Gen   | Feb   | Mar   | Apr   | Mag   | Giu  | Lug  | Ago  | Set   | Ott   | Nov   | Dic   | Inv      | Pri      | Est      | Aut      | Anno    |
| --------------------------- | ----- | ----- | ----- | ----- | ----- | ---- | ---- | ---- | ----- | ----- | ----- | ----- | -------- | -------- | -------- | -------- | ------- |
| T. max. media (°C)          | 1,9   | 1,8   | 3,9   | 7,1   | 12,0  | 15,4 | 18,3 | 18,4 | 15,3  | 11,0  | 6,3   | 2,6   | 2,1      | 7,7      | 17,4     | 10,9     | 9,5     |
| T. min. media (°C)          | −2,5  | −2,5  | −0,8  | 1,7   | 5,9   | 9,5  | 12,1 | 12,2 | 9,5   | 5,6   | 1,5   | −2,3  | −2,4     | 2,3      | 11,3     | 5,5      | 4,2     |
| Nuvolosità (okta al giorno) | 5,2   | 5,6   | 5,5   | 5,3   | 5,1   | 4,6  | 3,5  | 3,8  | 4,2   | 4,7   | 5,4   | 5,3   | 5,4      | 5,3      | 4,0      | 4,8      | 4,9     |
| Precipitazioni (mm)         | 207,1 | 236,0 | 191,2 | 180,4 | 127,9 | 98,8 | 57,2 | 80,3 | 156,9 | 232,1 | 265,1 | 265,9 | 709,0    | 499,5    | 236,3    | 654,1    | 2 098,9 |

## Valori estremi

### Temperature estreme mensili dal 1946 al marzo 1963
Nella tabella sottostante sono riportati i valori delle temperature estreme mensili dal 1946 al marzo 1963, con il relativo anno in cui sono state registrate. Durante il suddetto periodo, la stazione meteorologica era ubicata presso la sede originaria a 932 metri s.l.m. sul passo appenninico che le ha conferito la denominazione. Nel periodo e nella sede esaminati, la temperatura minima assoluta ha toccato i -17,0 °C nel gennaio 1947 mentre la massima assoluta ha raggiunto i +35,0 °C nell'agosto 1947.
| Passo Porretta (1946-1963) | Mesi         | Mesi         | Mesi         | Mesi        | Mesi        | Mesi        | Mesi        | Mesi        | Mesi        | Mesi        | Mesi        | Mesi         | Stagioni | Stagioni | Stagioni | Stagioni | Anno  |
| Passo Porretta (1946-1963) | Gen          | Feb          | Mar          | Apr         | Mag         | Giu         | Lug         | Ago         | Set         | Ott         | Nov         | Dic          | Inv      | Pri      | Est      | Aut      | Anno  |
| -------------------------- | ------------ | ------------ | ------------ | ----------- | ----------- | ----------- | ----------- | ----------- | ----------- | ----------- | ----------- | ------------ | -------- | -------- | -------- | -------- | ----- |
| T. max. assoluta (°C)      | 14,4 (1962)  | 18,0 (1950)  | 19,0 (1950)  | 24,0 (1949) | 27,0 (1953) | 32,0 (1947) | 34,5 (1947) | 35,0 (1947) | 31,0 (1949) | 25,2 (1962) | 17,6 (1948) | 16,8 (1954)  | 18,0     | 27,0     | 35,0     | 31,0     | 35,0  |
| T. min. assoluta (°C)      | −17,0 (1947) | −16,9 (1956) | −10,8 (1956) | −6,3 (1956) | −5,9 (1957) | 2,0 (1953)  | 6,5 (1948)  | 6,4 (1955)  | 4,4 (1954)  | −3,0 (1950) | −6,8 (1948) | −11,0 (1962) | −17,0    | −10,8    | 2,0      | −6,8     | −17,0 |

### Temperature estreme mensili dal 1963 al 2008
Nella tabella sottostante sono riportati i valori delle temperature estreme mensili dall'ottobre 1963 ad oggi, con il relativo anno in cui sono state registrate. Durante il suddetto periodo, la stazione meteorologica risulta ubicata presso l'attuale sede a 1313 metri s.l.m. sul crinale appenninico in posizione più orientale e più elevata rispetto all'originaria sede. Nel periodo e nella sede esaminati, la temperatura minima assoluta ha toccato i -16,6 °C nel marzo 1971 e nel febbraio 1991 mentre la massima assoluta ha raggiunto i +28,4 °C nell'agosto 1974 e nell'agosto 1998, valore che venne sfiorato anche dai notevoli +28,2 °C nel settembre 1975.
| Passo Porretta (1963-2008) | Mesi         | Mesi         | Mesi         | Mesi        | Mesi        | Mesi        | Mesi        | Mesi        | Mesi        | Mesi        | Mesi        | Mesi         | Stagioni | Stagioni | Stagioni | Stagioni | Anno  |
| Passo Porretta (1963-2008) | Gen          | Feb          | Mar          | Apr         | Mag         | Giu         | Lug         | Ago         | Set         | Ott         | Nov         | Dic          | Inv      | Pri      | Est      | Aut      | Anno  |
| -------------------------- | ------------ | ------------ | ------------ | ----------- | ----------- | ----------- | ----------- | ----------- | ----------- | ----------- | ----------- | ------------ | -------- | -------- | -------- | -------- | ----- |
| T. max. assoluta (°C)      | 15,6 (1974)  | 17,0 (1998)  | 17,0 (1977)  | 18,6 (1968) | 22,6 (1975) | 25,8 (2002) | 27,9 (2006) | 28,4 (1974) | 28,2 (1975) | 22,0 (1971) | 19,4 (1977) | 18,0 (1974)  | 18,0     | 22,6     | 28,4     | 28,2     | 28,4  |
| T. min. assoluta (°C)      | −15,0 (1979) | −16,6 (1991) | −16,6 (1971) | −6,7 (1970) | −2,2 (1979) | 0,3 (1969)  | 3,5 (1970)  | 2,8 (1972)  | 1,2 (1971)  | −6,8 (1997) | −9,2 (1998) | −15,0 (1996) | −16,6    | −16,6    | 0,3      | −9,2     | −16,6 |